# Резолюция 198 на Съвета за сигурност на ООН
Резолюция 198 на Съвета за сигурност на ООН е приета единодушно на 18 декември 1964 г. по повод Кипърския въпрос.
Като взема предвид мнението на генералния секретар по въпроса, както и изразеното желание от страна на Република Кипър престоят на Мироопазващите сили на ООН в Кипър да бъде удължен и след 26 декември 1964 г., с Резолюция 198 Съветът за сигурност отново застава зад своите резолюции 186 (1964), 187 (1964) и 194 (1964), подновявайки призива си към всички страни да се придържат към тях, и удължава срока на престой на Мироопазващите сили на ООН, разположени в Кипър с още три месеца — до 26 март 1965 г. Освен това, изразявайки задоволство от подобряването на ситуацията на острова, отбелязано в последния доклад на генералния секретар, Съветът за сигурност отправя отново благодарности към всички държави, допринесли с войски, полиция, доставки и финансова подкрепа за изпълнението на Резолюция 186, и изразява дълбока признателност за положените от генералния секретар усилия за изпълнението на предишните резолюции на Съвета по кипърския въпрос.